# 也门胡塞叛乱

目前也门局势：
胡塞武裝
也門政府
也门全国抵抗（親政府）
南方過渡委員會（親政府）
哈德拉毛精锐部队（親政府）
阿拉伯半島基地組織

胡塞叛亂是由也門什叶派叛軍胡塞武裝起兵反抗遜尼派政府統治所引發的武裝衝突，其後更引致也門內戰以及沙烏地阿拉伯和伊朗的代理人戰爭，之後遜尼派政府接連戰局失利更迫使沙烏地阿拉伯直接武裝干涉。

## 簡介
也门西部为宰德派（什叶派的分支）信众的聚集地，与逊尼派长期不和。
2004年，也門政府试图逮捕侯赛因·胡塞，結果胡塞武裝造反。起初大部分战斗主要位於萨达省，但部分战斗蔓延至邻近的哈杰省、阿姆蘭省、焦夫省和沙特的吉赞省。中東大變局後隨著敘利亞和伊拉克、利比亞內戰的發展，什叶派胡塞武装组织得伊朗間接支持後從戰亂中崛起，幾乎控制整个葉門西北一隅。
2014年9月，胡塞武装组织占领了首都萨那。直至2015年3月25日，胡塞叛軍已成功控制也門西部紅海沿岸眾多人口密集的城鎮，並在戰鬥中獲得優勢，即使在由沙烏地阿拉伯領軍的遜尼聯軍武裝干涉後，其西方先進武器裝備亦意外地仍未能有效應付胡塞叛軍的游擊作戰方式及奪回戰略優勢，遜尼派聯軍的士氣、軍紀及戰鬥意志等方面都與胡塞叛軍相差甚多，無法靠其武器及科技優勢彌補。